# José De Mara
José Demara  (Mexicali, Baja California, 7 de agosto de 1959-Mexicali, Baja California, 25 de septiembre de 1992) Fue un actor y bailarín mexicano, recordado por su personaje de «Tito» en la exitosa serie ochentera ¡¡Cachún cachún ra ra!!, serie que se transmitió por el Canal 2 de Televisa, durante los años de 1981 a 1987, bajo la producción de Luis de Llano Macedo.
El personaje de Roberto Esquivel «Tito» entró a ¡Cachún! cuando el programa ya tenía tres meses al aire. Paty Juárez (Directora de Cámaras) y Adrián Ramos «Pepe Celaya», hicieron una audición en el foro, y de todos los que se encontraban en la fila, los tres que se quedaron fueron: Gerardo González «Porkirio», José Magaña «Profesor Villafuerte» y José De Mara «Tito».
José De Mara fue el mejor bailarín del grupo y en opinión de sus compañeras el más guapo.
Después de que finalizara ¡¡Cachún cachún ra ra!!, sus componentes se integran a nuevos proyectos. José De Mara «Tito» decide regresar al teatro musical, pero en 1991 al terminar la exitosa temporada de A Chorus Line donde él participaba, comenzaron a llegar algunos rumores que hablaban de que «Tito» estaba realmente enfermo a oídos de sus excompañeros de televisión, nadie sabía a ciencia cierta lo que tenía y muy pocos tuvieron acceso a lo que fueron sus últimos meses de vida.

## Filmografía

### Películas
- ¡¡Cachún cachún ra-ra!! (Una loca, loca, preparatoria) (1984) .... Tito

### Series de TV
- ¡¡Cachún cachún ra ra!! (1981-1987) .... Tito (1982-1987)

## Teatro
- ¡¡Cachún cachún ra ra!! (1983) Teatro San Rafael y los Televiteatros (hoy Centro Cultural Telmex)
- Vacachunes (1985) Teatro de los Insurgentes
- «A Chorus Line» (1991)